# ديفيد جيمس دونكان
ديفيد جيمس دونكان (بالإنجليزية: David James Duncan)‏ (1952، بورتلاند في الولايات المتحدة)؛ روائي أمريكي.